# ディプロマ

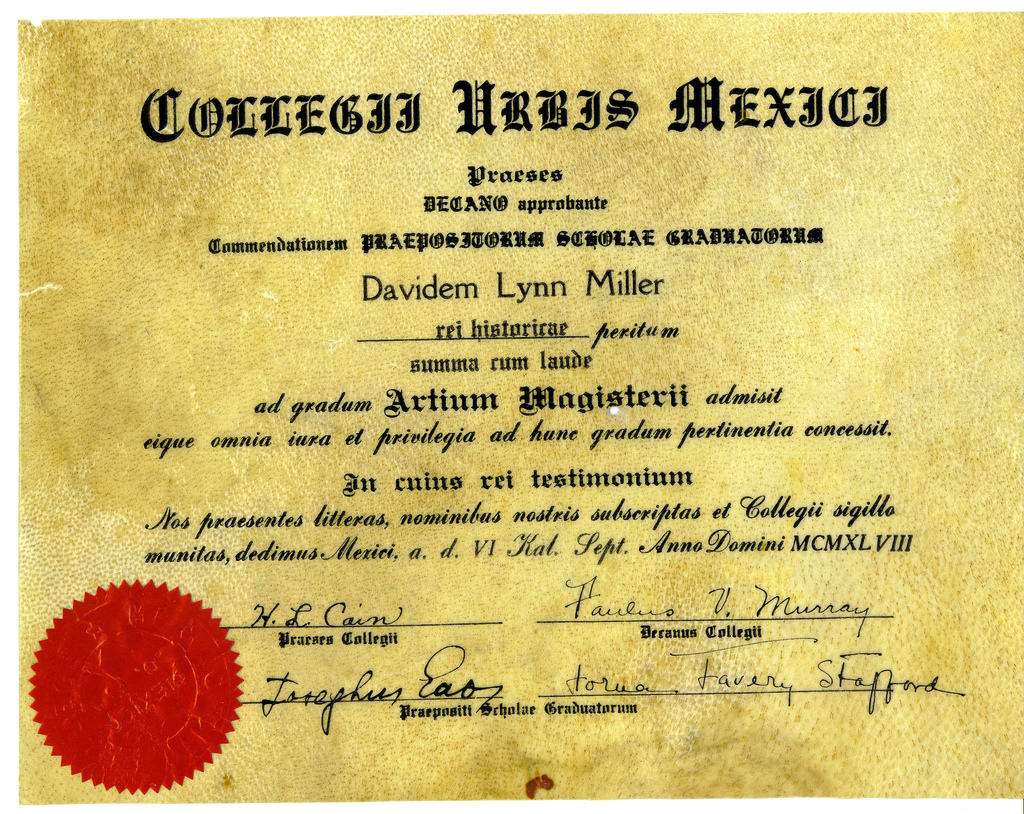
Sheepskin diploma（メキシコ市大学、メキシコ市、1948

ディプロマ（diploma）とは、高等教育機関より発行される卒業証明書や業績証明書である。これらは、授与された者が完全に特定の課程を修了したこと、または特定の学科の単位を取得したことを証明する。
ドイツ語圏などヨーロッパ大陸では広くディプローム（en:Diplom）と表記される。フランス語圏での表記はディプロム（fr:Diplôme）。

## ヨーロッパ

### イギリス
イギリスなどでは、修士課程への進学資格としてのグラデュエート・ディプロマ（Graduate Diploma）や、修士課程から修士論文のみを省いた、研究以外の大学院レベルでの修業を証明する為のポストグラデュエート・ディプロマ（Postgraduate Diploma）を多くの大学が授与している。グラデュエート・ディプロマはQCFレベル6、ポストグラデュエート・ディプロマはQCFレベル7と等価とされる。

### オーストラリア
オーストラリアでは、Diplomaは豪州資格フレームワーク（AQF）にてレベル5とされる。

### ドイツ
ドイツにおけるディプロームは、ドイツ資格フレームワーク（DQR）にてレベル6か7とされている。多くの場合、理系や技術系の分野（工学や自然科学、経済学）が対象とされた。文系分野（人文・社会科学や芸術）ではディプロームは少数派で、マギスターが一般的であった。
- 法学ディプローム

### デンマーク
デンマークにおけるディプロームはEQFレベル6とされている。

## アメリカ合衆国
アメリカ合衆国のコミュニティ・カレッジでは、卒業時にディプロマなどが発行される。

## 日本
日本においては、2年制及び3年制の専門学校（専修学校専門課程）卒業者に与えられる「専門士」称号の英文表記である。(2014年6月現在)
旧学制において、以下の学校を修了した者に「得業士」の学位が与えられていた。
- 旧制高等学校専門部、およびその後継の旧制専門学校
- 一部の旧制専門学校、特に旧制医学専門学校・歯科医学専門学校（医学得業士、歯科得業士）